# Pheidole tarda
Pheidole tarda är en myrart som beskrevs av Horace Donisthorpe 1947. Pheidole tarda ingår i släktet Pheidole och familjen myror. Inga underarter finns listade i Catalogue of Life.

## Bildgalleri

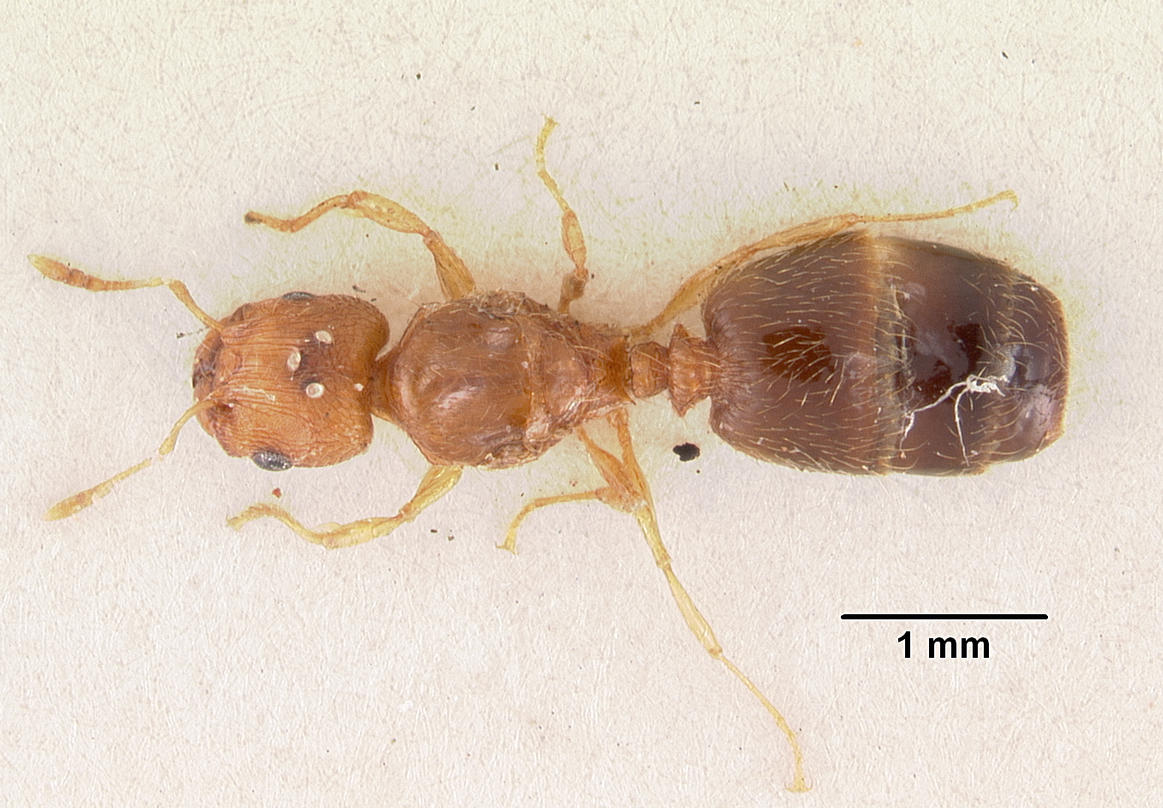
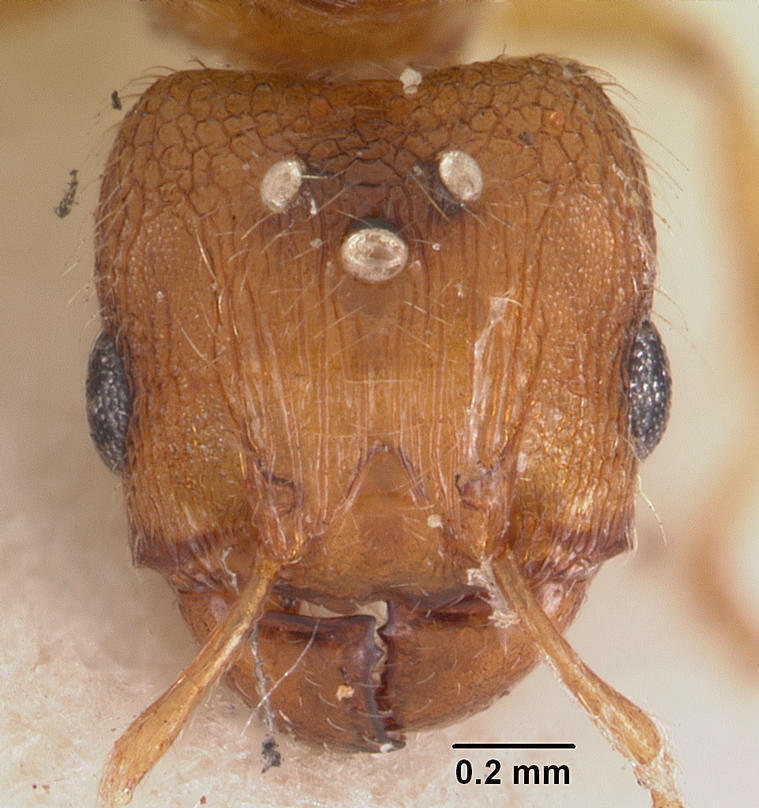
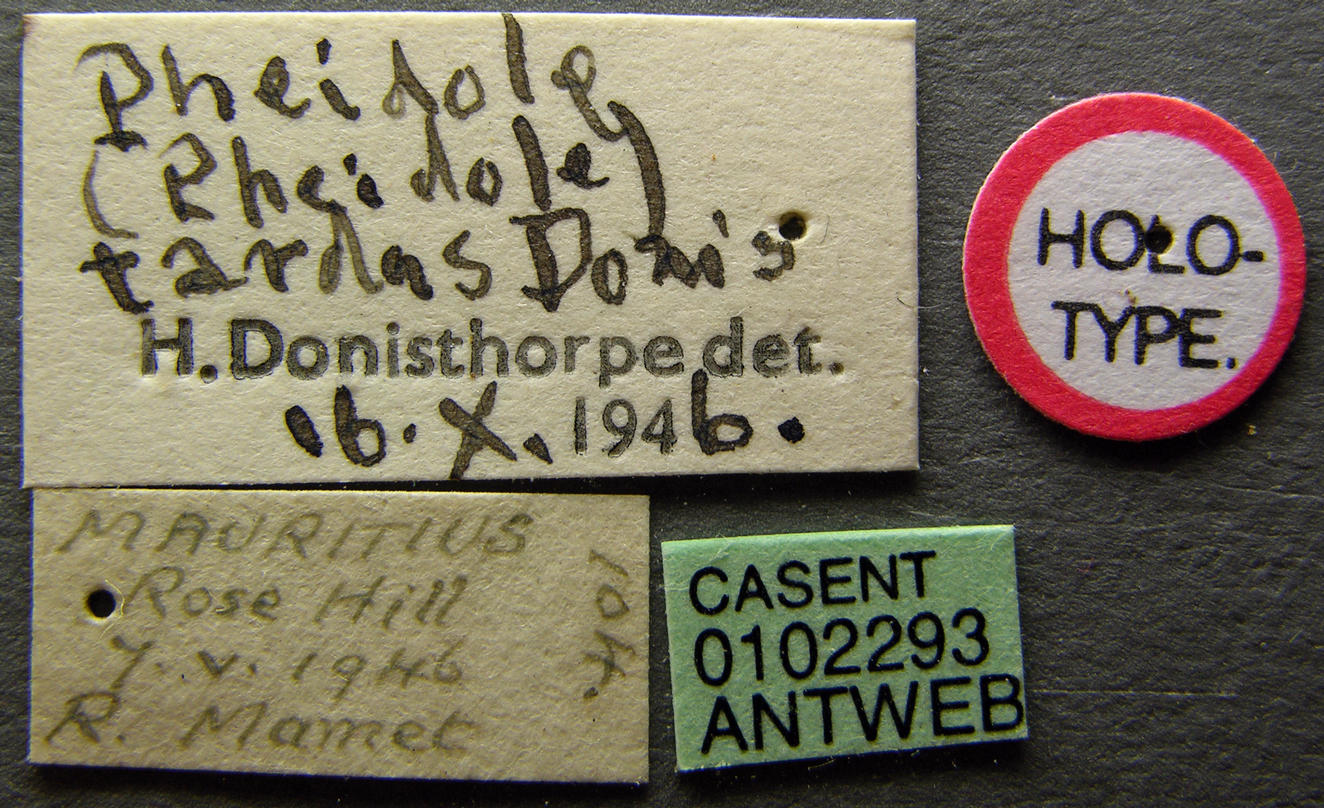
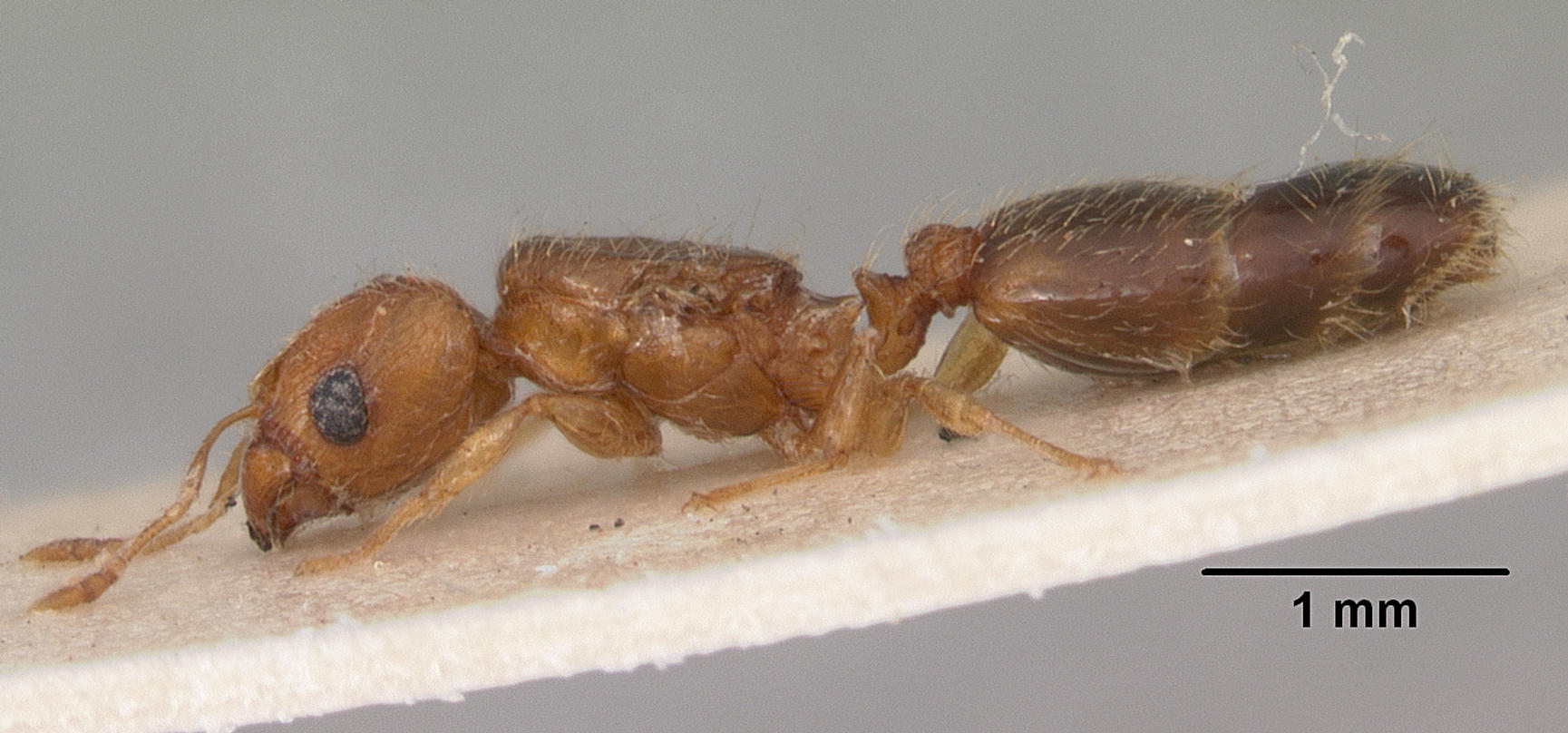